# Wang Na (pływaczka)
Wang Na (chiń. 王娜; ur. 27 stycznia 1984 w Langzhong) – chińska pływaczka synchroniczna, medalistka olimpijska z Pekinu.
W 2004 startowała na letnich igrzyskach olimpijskich w Atenach, biorąc udział w rywalizacji drużyn. Zajęła 6. pozycję z rezultatem 94,584 pkt. Cztery lata później uczestniczyła w letnich igrzyskach olimpijskich w Pekinie, ponownie startując jedynie w rywalizacji drużyn. W tej konkurencji Chince udało się wywalczyć brązowy medal dzięki rezultatowi 97,334 pkt.
Czterokrotnie startowała w mistrzostwach świata (Barcelona, Montreal, Melbourne, Rzym) – na tych ostatnich wywalczyła srebrny medal i dwa brązowe.